# Can Palau (Darnius)
Can Palau és un mas a uns dos quilòmetres a l'oest del poble de Darnius (Alt Empordà) prop del Mas Genís. La documentació conservada en el mateix mas informa que des de 1305 la família Palau està documentada en aquest indret de forma ininterrompuda. Les destruccions del segle xviii obligaren a una profunda reconstrucció de tot el conjunt, realitzada entre finals d'aquell segle i durant to el segle xix. La juxtaposició de diversos volums construïts en diferents èpoques conformen aquest gran mas. La principal edificació s'orienta a migdia i queda tancada per un barri. Disposa de planta baixa, un pis i golfes. L'element més interessant són tres grans naus de pedra, orientades a ponent, que constitueixen la part més antiga de la construcció (segle XIV). Segurament es tractaven d'un soterrani que durant la reconstrucció del mas en el segle xviii es convertiren en estables pel bestiar. El gran casal que domina tot el conjunt és d'una gran senzillesa estructural. Portes i balcons no presenten cap element decoratiu o ornamental, i només sobresurt una gran terrassa amb balustres de finals del segle xix, orientada a migdia. La coberta, suportada per cairats de fusta, és a dues aigües. De poc interès són els cossos secundaris del conjunt, fets de pedra de diferents qualitats i amb cobertes a dues aigües.